# クリスティアン2世 (シベリウス)
『クリスティアン2世』（スウェーデン語: Kung Kristian II） 作品27は、ジャン・シベリウスが作曲した付随音楽。友人のアドルフ・パウルが著したスカンジナビアの歴史を扱った戯曲に付された作品である。戯曲はデンマーク、スウェーデン、ノルウェーを統べた国王クリスチャン2世の、オランダの平民デューヴェケに対する愛情を題材としている。

## 付随音楽
シベリウスは1898年に7曲を作曲した。まず1898年2月24日にヘルシンキのスウェーデン劇場ではじめの4曲を自らの指揮で初演し、その年の夏に「ノクターン」、「セレナーデ」、「バラード」の3曲を書き加えたのである。「ノクターン」は第1幕と第2幕の間の間奏曲となった。「セレナーデ」の位置は変更された。「バラード」は1520年にストックホルムで王が命じた大量処刑（ストックホルムの血浴）に関する劇的な楽曲である。この曲には後の交響曲第1番でみられる特徴が既に表れている。舞台用音楽は次の構成となっている。
1. エレジア（Elegia）
2. ミュゼット（Musette）
3. メヌエット（Menuetto）
4. オニグモの歌（Sången om korsspindeln）
5. ノクターン（Nocturne）
6. セレナード（Serenade）
7. バラード（Ballade）[1]

## 組曲
シベリウスは付随音楽から5曲を選んで組曲を仕立てた。組曲版は全曲の演奏に25分程度を要する。1898年12月にロベルト・カヤヌスの指揮により初演された。シベリウスは次のように書き送っている。「音楽は素晴らしく響きテンポは妥当だったように思われます。私は自分が何かの完成にこぎつけられたのは初めてのように思っています。」
| 番号 | 曲種       | テンポ                          | コメント                                                                                           |
| ---- | ---------- | ------------------------------- | -------------------------------------------------------------------------------------------------- |
| 1    | ノクターン | Molto moderato                  | 愛の情景。                                                                                         |
| 2    | エレジー   | Andante sostenuto               | 原曲は付随音楽への導入の楽曲。弦楽合奏のために書かれている。                                       |
| 3    | ミュゼット | Allegretto                      | デューヴェケの踊り。原曲はクラリネットとファゴットのための楽曲だが、組曲版では弦楽器が追加された。 |
| 4    | セレナーデ | Moderato assai (Quasi menuetto) | 第3幕への前奏曲から採られている。（宮廷舞踏会のための音楽）                                        |
| 5    | バラード   | Allegro molto                   | 王の怒りを表す荒れ狂う音楽。                                                                       |